# Абдул Гані Барадар
Мулла Абдул Гані Барадар (дарі عبدالغنی برادر; нар. 1968, Вітмак, Дех-Рахвод, Урузган), також відомий як мулла Барадар Ахунд — лідер і польовий командир афганського Талібану, співзасновник Талібану в Афганістані. Заступник мулли Мухаммеда Омара (можливо, його родич) і керівник ради лідерів Талібану «Кветта Шура», Барадара вважають де-факто лідером Талібану з 2009 року.

## Біографія
За походженням — пуштун з племені дуррані. Воював на стороні моджахедів проти радянських військ під час війни в Афганістані. В 1994 році допомагав муллі Омару організовувати рух Талібан у південному Афганістані, створював тренувальні табори для членів руху. Під час правління талібів в Афганістані в 1996—2001 займав різні державні та військові посади, в тому числі очолював провінції та військові корпуси.
Після вторгнення сил США та коаліції в Афганістан у 2001 році, воював проти північного альянсу, підтримуваного США.
Барадара захопила в полон пакистанська розвідка 8 лютого 2010, 24 жовтня 2018 року його звільнили на вимогу Сполучених Штатів.
Після вдалого наступу Талібану на урядові сили Афганістану в серпні 2021 року, уряд Афганістану повалили й президент країни Ашраф Гані подав у відставку з посади, тимчасовий уряд очолив голова МВС Афганістану Алі Ахмад Джалалі та Барадар.